# Uraecha albosparsa
Uraecha albosparsa là một loài bọ cánh cứng trong họ Cerambycidae.